# Streets: A Rock Opera
Streets: A Rock Opera — шестой полноформатный студийный альбом американской группы Savatage, выпущенный в 1991 году.
Streets: A Rock Opera концептуальный альбом, повествующий о жизни вымышленного рок-музыканта и торговца наркотиками Ди Ти Джизаса. Изначально планировалось выпустить данный альбом в виде мюзикла для Бродвея.
Композиция «Believe» также была исполнена Trans-Siberian Orchestra в альбоме 2009 года Night Castle и на неё был снят клип.
На песню «Jesus Saves» был снят клип.

## Список композиций
| №   | Название                                   | Длительность |
| --- | ------------------------------------------ | ------------ |
| 1.  | «Streets»                                  | 6:51         |
| 2.  | «Jesus Saves»                              | 5:14         |
| 3.  | «Tonight He Grins Again / Strange Reality» | 8:28         |
| 4.  | «A Little Too Far»                         | 3:27         |
| 5.  | «You Are Alive / Sammy & Tex»              | 5:00         |
| 6.  | «St. Patrick’s»                            | 4:18         |
| 7.  | «Can You Hear Me Now»                      | 5:11         |
| 8.  | «New York City Don’t Mean Nothing»         | 4:03         |
| 9.  | «Ghost in the Ruins»                       | 5:34         |
| 10. | «If I Go Away»                             | 5:18         |
| 11. | «Agony and Ecstasy / Heal My Soul»         | 6:10         |
| 12. | «Somewhere in Time / Believe»              | 9:02         |

## Участники записи
- Джон Олива — вокал, фортепиано, клавишные, ударные (на «Jesus Saves» и «Can You Hear me Now»)
- Крис Олива — электрогитара, бэк-вокал, бас-гитара (на «Jesus Saves» и «Can You Hear me Now»)
- Джонни Ли Миддлтон — бас-гитара, бэк-вокал
- Стив Вэколз (англ. Steve Wacholz) — ударные